# Paul Milgrom

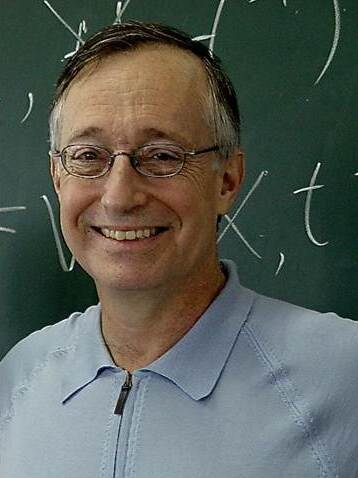
Paul Milgrom, 2013

Paul Robert Milgrom (* 20. April 1948 in Detroit, Michigan) ist ein US-amerikanischer Ökonom. Er lehrt seit 1987 an der Stanford University in Kalifornien als Professor für Ökonomie. Milgrom ist Experte für Mikroökonomie und Spieltheorie, insbesondere Auktionstheorie und Preisstrategien. Zusammen mit Robert B. Wilson erhielt er 2020 den Alfred-Nobel-Gedächtnispreis für Wirtschaftswissenschaften für „Verbesserungen der Auktionstheorie und Erfindungen neuer Auktionsformate“.
Zusammen mit Nancy Stokey hat er das No-Trade-Theorem beschrieben. Er ist Mitbegründer mehrerer Unternehmen, von denen das jüngste, Auctionomics, Software und Dienstleistungen für kommerzielle Auktionen und Börsen anbietet.
Milgrom und sein Doktorvater Wilson entwarfen das Auktionsprotokoll, mit dem die Federal Communications Commission ermittelt, welche Telefongesellschaft welche Mobilfunkfrequenzen erhält. Milgrom leitete auch das Team, das zwischen 2016 und 2017 die Auktion für Rundfunkanreize entwarf, eine zweiseitige Auktion zur Umverteilung von Radiofrequenzen für Fernsehübertragungen auf die drahtlose Breitbandnutzung.

## Leben
Paul Milgrom wurde als zweiter von vier Söhnen geboren. Die Eltern Abraham Isaac Milgrom and Anne Lillian Finkelstein haben jüdische Wurzeln. Er studierte an der Universität von Michigan Mathematik und promovierte 1979 an der Universität Stanford. Sein Doktorvater war Robert B. Wilson. In der Folgezeit lehrte er an der Kellogg School of Management und der Universität Yale, bevor er 1987 als Professor nach Stanford zurückkehrte.

## Werk
Seine wissenschaftliche Arbeit konzentriert sich auf Auktionen, Anreizsysteme (wie z. B. Verträge) und die Gestaltung von Märkten, in denen es z. B. um die Zuordnung von gespendeten Organen zu Patienten geht. Milgrom behandelt diese Themen vor allem aus auktionstheoretischer Sicht, wird aber auch als Sachverständiger bei entsprechenden praktischen Problemen herangezogen.

### Spieltheorie
Milgrom leistete in den 1980er und 1990er Jahren mehrere grundlegende Beiträge zur Spieltheorie zu Themen wie der spieltheoretischen Analyse der Reputationsbildung, wiederholten Spielen, supermodularen Spielen und dem Lernen in Spielen.

#### Reputationsbildung
In einer einflussreichen Arbeit von 1982 mit David Kreps, John Roberts und Robert B. Wilson zeigte Milgrom, dass wenn einer oder beide Spieler auch nur eine sehr geringe Wahrscheinlichkeit haben, sich für das Spielen von Tit for Tat zu entscheiden, dann kooperieren beide Spieler im Gleichgewicht bis zu den letzten Perioden. Dies liegt daran, dass selbst ein nicht engagierter Spieler einen Anreiz hat, „eine Reputation aufzubauen“, wenn er sich für das Tit for Tat entschließt, da dies den anderen Spieler dazu bringt, mit ihm zu kooperieren. Das Kreps-Milgrom-Roberts-Wilson-Paper der „Gang of Four“ hat einen ganzen Zweig der spieltheoretischen Literatur zu solchen Reputationseffekten eröffnet.

#### Verteilungsstrategien
Milgroms Arbeit von 1985 mit Robert J. Weber über Verteilungsstrategien zeigte die allgemeine Existenz von Gleichgewichten für ein Bayes-Spiel mit endlich vielen Spielern. Wenn die Arten und Aktionen der Spieler kompakte metrische Räume sind, sind die Auszahlungen der Spieler kontinuierliche Funktionen der Typen und Aktionen, und die gemeinsame Verteilung der Spielertypen ist in Bezug auf das Produkt ihrer Grenzverteilungen absolut kontinuierlich. Diese Grundannahmen sind immer dann erfüllt, wenn die Mengen von Typen und Aktionen endlich sind.

#### Wiederholte Spiele
Milgrom leistete einen grundlegenden Beitrag zur Theorie der wiederholten Spiele. Wenn die Aktionen der Spieler ausgeblendet sind und verrauschte Signale über ihre Aktionen zu beobachten sind (d. h. im Fall einer unvollständigen Überwachung), gibt es zwei allgemeine Möglichkeiten, um Effizienz zu erzielen. Eine Möglichkeit besteht darin, zukünftige Auszahlungen von einem Spieler auf andere zu übertragen. Dies ist eine Möglichkeit, einen potenziellen Abweichler zu bestrafen, ohne die gesamten zukünftigen Auszahlungen zu reduzieren. Das Ergebnis des klassischen Folk-Theorems unter unvollständiger Überwachung baut auf dieser Idee auf.
Die zweite allgemeine Methode besteht darin, die Veröffentlichung von Informationen zu verzögern. Bei der zweiten Methode werden die Ergebnisse der verrauschten Signale in jeder T-Periode freigegeben, und bei der Veröffentlichung von Informationen „überprüfen“ die Spieler die Signale in den letzten T-Perioden und beschließen, sich gegenseitig zu bestrafen oder zu belohnen. Dies ist heute allgemein als „Überprüfungsstrategie“ (eng. review strategy) bekannt, und Milgroms Artikel war der erste, der die Effizienz des Gleichgewichts der Überprüfungsstrategie in reduzierten wiederholten Spielen zeigte. Die Überprüfungsstrategie erweist sich als nützlich, wenn Spieler private Signale über die Aktionen des anderen erhalten (der Fall der privaten Überwachung), und das Folk-Theorem für den Fall der privaten Überwachung (eng. private monitoring) basiert auf der Idee der review strategy.

#### Supermodulare Spiele
Die Theorie der supermodularen Spiele ist eine wichtige jüngste Entwicklung in der Wirtschaftswissenschaften. Zu den wichtigsten Beiträgen zu dieser Theorie gehören Topkis's Theorem von Xavier Vives und eine Arbeit von Milgrom and Roberts.
Die Auswirkungen und die Bedeutung der Theorie der supermodularen Spiele ergaben sich aus ihrer Anwendungsbreite: Dazu gehörten Suchverfahren, Technologieeinführungen, Bankanstürme, Wettrüsten, Vorverhandlungen, Zwei-Spieler-Cournot-Wettbewerbe, N-Spieler-Bertrand-Wettbewerbe und Ölexplorationen, sowie die Ökonomie von Organisationen.

#### Lernen in Spielen
Milgrom und Roberts bauen auf ihrer Arbeit zu supermodularen Spielen auf, um die Prozesse zu verstehen, durch die strategische Agenten in einer Normalform eines Spiels das Gleichgewicht erreichen. Sie schlugen sie zwei Lernprozesse mit einem gewissen Grad an Allgemeinheit vor, um nicht Lernen, sondern Lernprozesse zu modellieren. Durch ausgefeiltes Lernen (eng. sophisticated learning) können Spieler Auszahlungsinformationen verwenden, die in der Gleichgewichtsanalyse verwendet werden, aber nicht die Anforderungen an die erfüllten Erwartungen der Gleichgewichtsanalyse erfüllen. Mit diesen Definitionen haben Milgrom und Roberts gezeigt, dass eine Sequenz, die gegen ein Nash-Gleichgewicht oder ein korreliertes Gleichgewicht konvergiert, mit adaptivem Lernen übereinstimmt.

### Marktdesign
Milgrom definiert Marktdesign folgendermaßen:

“Market design is a kind of economic engineering, utilizing laboratory research, game theory, algorithms, simulations, and more. Its challenges inspire us to rethink longstanding fundamentals of economic theory.”

„Marktdesign ist eine Art ökonomisches Engineering, das Laborforschung, Spieltheorie, Algorithmen, Simulationen und mehr nutzt. Seine Herausforderungen inspirieren uns, langjährige Grundlagen der Wirtschaftstheorie zu überdenken.“

Seine Arbeit umfasst drei breite theoretische und praktische Bemühungen auf diesem Gebiet: Auktionstheorie und Matchingtheorie sowie die Vereinfachung von Kommunikation zwischen Marktteilnehmern.

### Organisations- und Informationsökonomik

#### Principal-Agent-Theorie
Milgrom untersuchte zusammen mit Bengt Holmstrom, welche Merkmale bei der Gestaltung eines Arbeitsvertrags zu einem einfachen, beispielsweise linearen Anreizsystem führen würden, d. h. einem Vergütungssystem, bei dem der Lohn aus einem fixen Grundbetrag plus flexiblen Beträgen besteht, die direkt proportional zu bestimmten Leistungsmessungen sind. Zuvor gingen die meisten theoretischen Arbeiten in der Principal-Agent-Theorie davon aus, dass das Hauptproblem darin bestand, einen Anreiz für einen Agenten zu schaffen, mehr Aufwand für nur eine Aktivität zu betreiben. In vielen Situationen können Agenten jedoch tatsächlich nicht beobachtbare Anstrengungen für verschiedene Aktivitäten unternehmen. In solchen Fällen können neue Arten von Anreizproblemen auftreten, da ein größerer Anreiz, Anstrengungen in einer Dimension zu unternehmen, dazu führen kann, dass der Agent andere wichtige Dimensionen vernachlässigt. Holmstrom und Milgrom waren der Ansicht, dass die Einbeziehung dieses mehrdimensionalen Merkmals von Anreizproblemen Auswirkungen auf ein optimales Anreizdesign haben würde, die für reale Vertragsprobleme in der Praxis sehr relevant sind.
Holmstrom und Milgrom haben damit zum Beispiel einen wichtigen Aspekt der Bildungsdebatte zum Thema Lehrergehälter und Anreize vorweggenommen. Bei leistungsabhängiger Vergütung für Lehrer auf Basis der Testergebnisse ihrer Schüler (eng. teaching to the test) wiesen die Autoren auf mehrere Anreizprobleme hin. Denn so würden Lehrer lediglich auf die eine messbare Variable der Testergebnisse fokussiert, während andere nicht-messbare Dimensionen der Bildung vernachlässigt würden.

#### Informationsökonomik
In 1981 führte Milgrom einen neuen Begriff der „Günstigkeit“ (eng. favorableness) für Informationen in die Wirtschaft ein: Nämlich, dass eine Beobachtung × günstiger ist als eine andere Beobachtung y, wenn für alle früheren Überzeugungen über die interessierende Variable die von × erster Ordnung abhängige A-posteriori-Wahrscheinlichkeit stochastisch die von y abhängigen A-posteriori-Wahrscheinlichkeiten dominiert. Milgrom und andere haben diesen Begriff der Günstigkeit und die damit verbundene „monotone Likelihood-Ratio-Eigenschaft“ von Informationsstrukturen verwendet, um eine Reihe wichtiger Ergebnisse in der Informationsökonomik abzuleiten, von den Eigenschaften des optimalen Anreizvertrags in einem Prinzipal-Agent-Problem bis zum Konzept  des Fluchs des Gewinners in der Auktionstheorie.

#### Organisationstheorie
In den späten 1980er Jahren begann Milgrom mit D. John Roberts zusammenzuarbeiten, um Ideen aus der Spieltheorie und der Anreiztheorie auf das Studium von Organisationen anzuwenden. Zu Beginn dieser Forschung konzentrierten sie sich auf die Bedeutung von Komplementaritäten bei der Organisationsgestaltung. Aktivitäten in einer Organisation sind komplementär oder synergistisch, wenn die Koordination wieder hergestellt wird.
Zum Beispiel wird ein Unternehmen, das häufige Änderungen in seinem Produktionsprozess vornehmen möchte, von einer flexiblen Schulung der Mitarbeiter profitieren, die es ihnen ermöglicht, sich an diese Änderungen anzupassen. Milgrom und Roberts kamen zuerst auf die Ideen und die Anwendbarkeit von Ergänzungen, als sie eine komplexere Version des klassischen Zeitungsjungen-Modells untersuchten, wie die Produktion organisiert werden kann, die es ermöglicht, sowohl nach Bedarf zu bestellen als auch Produkte im Lager zu halten.
In ihrem vielleicht berühmtesten Artikel über Organisationen verwendeten Milgrom und Roberts vergleichende statische Methoden, um die Entwicklung der „modernen Fertigung“ zu beschreiben, die durch häufige Produktneugestaltungen und -verbesserungen, höhere Produktionsqualität, schnellere Kommunikation und Auftragsabwicklung gekennzeichnet ist, kleinere Produktionsgrößen und geringere Lagerbestände. Anschließend verwendeten Milgrom und Bengt Holmstrom ähnliche Methoden, um Komplementaritäten im Incentive-Design zu identifizieren. Sie argumentierten, dass die Verwendung von Leistungsanreizen mit hoher Intensität die relativ geringen Einschränkungen der Arbeitnehmer und die Dezentralisierung des Eigentums an Vermögenswerten ergänzen würde.
1992 veröffentlichten Milgrom und Roberts ihr Lehrbuch über Organisationen: Economics, Organization and Management. Das Buch behandelt eine breite Palette von Themen in der Organisationstheorie unter Verwendung der modernen Wirtschaftstheorie. Es ist Milgroms am häufigsten zitierte Arbeit, eine bemerkenswerte Tatsache, da es sich um ein Lehrbuch handelt, das sich an Studenten und Masterstudenten richtet, während Milgrom über so viele einflussreiche, häufig zitierte Forschungsarbeiten verfügt. Neben der Erörterung von Incentive-Design und Komplementarität werden in dem Buch einige der Ineffizienzen erörtert, die in großen Organisationen auftreten können, einschließlich des Problems der Lobbyarbeit oder der „Beeinflussung von Kosten“.

### Finanz- und Makroökonomie

#### Wertpapiermärkte
Milgrom und Stokey beschäftigten sich 1982 mit der Frage, warum Menschen mit Wertpapieren handeln und ob man von Spekulationen profitieren kann. Das berühmte No-Trade-Theorem in diesem Artikel hat gezeigt, dass kein Handel stattfinden sollte, wenn Händler dieselben Informationen haben und Handelsmotive rein spekulativ sind. Die Idee hinter dem Beweis des No-Trade-Theorems ist, dass bei allgemeinem Wissen über die Struktur eines Marktes jedes Angebot (d. h. der Versuch, einen Handel zu initiieren) das private Wissen des Anbieters offenbart und in den Markt aufgenommen wird, sodass sich der Preis verändert, noch bevor jemand das Angebot annimmt. Dies hat zur Folge, dass kein Gewinn möglich ist. Anders formuliert: Alle Händler auf dem Markt sind rational und wissen deshalb, dass alle Preise rational bzw. effizient sind. Daher muss jeder, der ihnen ein Angebot macht, über spezielle Kenntnisse verfügen, warum sollten sie sonst das Angebot machen. Die Annahme des Angebots würde den Käufer also zu einem Verlierer machen. Alle Händler werden auf die gleiche Weise argumentieren und daher keine Angebote annehmen.
Milgrom untersuchte später zusammen Lawrence Glosten, warum sich Händler die Mühe machen, um Informationen zu Wertpapieren sammeln. In diesem Artikel lieferten die Autoren ein dynamisches Modell des Preisbildungsprozesses auf Wertpapiermärkten, sowie eine informationsbasierte Erklärung für die Spanne zwischen Geld- und Briefkursen. Da informierte Händler bessere Informationen haben als Market-Maker, erleiden diese beim Handel mit informierten Händlern einen Verlust. Market-Maker nutzen die Geld-Brief-Spanne, um diesen Verlust von nicht informierten Händlern auszugleichen, die private Gründe für den Handel haben, beispielsweise aufgrund eines Liquiditätsbedarfs. Dieses dynamische Handelsmodell mit asymmetrischen Informationen war eines der wichtigsten Modelle in der Literatur zur Mikrostruktur von Märkten.

#### Arbeitsmärkte
1987 untersuchte Milgrom mit Sharon Oster Unvollkommenheiten auf den Arbeitsmärkten. Sie bewerteten die „Unsichtbarkeitshypothese“, wonach benachteiligte Arbeitnehmer Schwierigkeiten hatten, potenziellen neuen Arbeitgebern ihre beruflichen Fähigkeiten zu signalisieren. Denn ihre bestehenden Arbeitgeber würden ihnen Beförderungen verweigerten, welche die Sichtbarkeit ihrer beruflichen Fähigkeiten verbessern würden. Milgrom und Oster stellten fest, dass eine solche Unsichtbarkeit in einem Wettbewerbsgleichgewicht für Unternehmen rentabel sein könne. Dies führe dazu, dass benachteiligte Arbeitnehmer in untergeordneten Positionen weniger bezahlt wurden, selbst wenn sie ansonsten die gleiche Ausbildung und Fähigkeiten hatten, wie ihre bevorteilten Mitarbeiter. Es überrascht nicht, dass die Renditen für Investitionen in Bildung und Humankapital für benachteiligte Gruppen geringer waren. Dadurch verstärkten sich diskriminierende Ergebnisse auf den Arbeitsmärkten.

## Auszeichnungen
- 2008 Nemmers-Preis für Wirtschaftswissenschaften
- 2012 BBVA Foundation Frontiers of Knowledge Awards
- 2018 John J. Carty Award
- 2020 Alfred-Nobel-Gedächtnispreis für Wirtschaftswissenschaften

## Mitgliedschaften
- 1992 American Academy of Arts and Sciences
- 2006 National Academy of Sciences

## Veröffentlichungen
- The structure of information in competitive bidding. Garland Publ., New York 1979, ISBN 0-8240-4056-2,(zugleich: Dissertation, Stanford University, 1978).
- mit D. John Roberts: Economics, organization, and management. Prentice Hall, Englewood Cliffs, N.J. 1992, ISBN 0-13-224650-3.
- Putting auction theory to work. Cambridge University Press, Cambridge 2004, ISBN 0-521-55184-6.
- Discovering prices. Auction design in markets with complex constraints. Columbia University Press, New York, NY 2017, ISBN 978-0-231-17598-2.